# Вознесение (село)
Вознесение — село в составе Воскресенского сельского поселения Любимского района Ярославской области.

## История
В XVII веке в сказании о чудесах преподобного Сильвестра упоминается Вознесенский монастырь на берегу Обноры. Сведений о времени его основания нет. Жалованные ему грамоты датируются 1620 и 1623 годами. В первой половине XVIII век монастырь был приписан к Афанасьевскому монастырю Ярославля, а в 1764 году — упразднен.
Существующий храм Вознесения в стиле классицизма построен 1819 году. В церкви хранился покров с мощей преподобного Сильвестра (ныне в Эрмитаже). Храм оставался действующим все советские годы и был закрыт в 1985 году, из-за бездорожья и обезлюдения соседних деревень.
На кладбище при церкви был похоронен участник Отечественной войны 1812 года Александр Прокофьевич Филисов (Александр Петрович ?), двоюродный брат Павла Филисова.
В 1913 году село Вознесенское посетил архиепископ Ярославский и Ростовский Тихон, впоследствии — Патриарх Московский и всея Руси, где в том числе, общался и с семьей священника Константина Заварина:

23 числа июля (5.8) Владыка по просьбе прихожан села Афанасьевского в Банеуни ездил в это село. Дорога шла через село Вознесенское; в 8 ч[асов] у[тра] Владыка прибыл в село Вознесенское и с местным благочинным К. Завариным отправился в село Афанасьевское, отстоящее от села Воскресенского в 10 верстах… На обратном пути заехал в село Вознесенское. Здесь, осмотрев церковь, зашёл к местному благочинному К. Заварину, где ему были предложены чай и закуска. Побеседовав во время трапезы с домохозяином и его семьей и благословив их, Владыка в 5 ч[асов] вечера отправился пешком домой

В XIX веке село относилось к Любимскому уезду Ярославской губернии. После Октябрьской революции село стало центром Вознесенского сельского совета.
В 1929 году Вознесенский сельский совет входил в состав Любимского района Ивановской промышленной области.
В 1935 году при образовании Пречистенского района Вознесенский сельский совет был включён в состав этого района.
В 1954 году Парфеньевский и Вознесенский сельские советы объединены в один — Воскресенский сельский совет.
1 февраля 1963 года Пречистенский район был ликвидирован, а его территория его вошла в состав Любимского района.

## Население
| 1859 | 1914 | 2002 | 2007 | 2010 |
| ---- | ---- | ---- | ---- | ---- |
| 13   | ↗21  | ↘0   | →0   | →0   |

## Известные люди
В селе родились:
- Благовещенский, Константин Иванович — священник[15].
- Заварин, Сергей Константинович — священник, священномученик.